# Asplenium cornutum
Asplenium cornutum là một loài dương xỉ trong họ Aspleniaceae. Loài này được Alston mô tả khoa học đầu tiên năm 1956.
Danh pháp khoa học của loài này chưa được làm sáng tỏ. 